# Elwand
Die Elwand war die schottische Elle und als Längenmaß mindestens bis zur Einführung der neueren englischen Maße 1826 gültig.
Das Maß teilte man in 27 Zoll (schott.), was etwa 37 1/5 Zoll (engl.) entsprach.
- 1 Elwand = 418,854 Pariser Linien = 0,94486 Meter
- 1 Furlong = 40 Fall = 240 Elwand
- 1 Fall (ancie at Scotts-Fall) = 6 Elwand = 5 2/3 Meter (= 5,66916 Meter)